# Burg-Reuland
Burg-Reuland é um município germanófono da Bélgica localizado no distrito de Verviers, província de Liège, região da Valônia.